# Jan Berglund
Jan Erik Berglund, född 11 april 1864 i Västerlövsta socken, Västmanlands län, död 22 september 1929 i Brännkyrka församling, var en svensk kassör och socialdemokratisk politiker. 
Jan Berglund var kassör i Sveriges allmänna sjukkasseförbund och styreleseledamot i densamma från dess bildande 1907.
Berglund var stadsfullmäktigeledamot från 1911 samt riksdagsledamot för socialdemokraterna i första kammaren 1912–1915 och från 1919 års urtima riksdag, invald i Stockholms stads valkrets.